# John Kluge
John Werner Kluge (Chemnitz, 21 settembre 1914 – Charlottesville, 7 settembre 2010) è stato un imprenditore tedesco naturalizzato statunitense, uno dei maggiori imprenditori del settore radio-televisivo degli USA.

## Biografia
Nato in Germania, emigrò negli USA nel 1922, frequentò la Columbia University ottenendo la laurea.
Verso la metà degli anni '50 ha acquisito importanti quote della Metropolitan Broadcasting Corporation in seguito rinominata Metromedia, diventandone il presidente e l'azionista di riferimento. Nel 1986 vendette la Metromedia alla 20th Century Fox per 4 miliardi di dollari, diventando l'ossatura della futura Fox Broadcasting Company, l'anno successivo Kluge venne riconosciuto dalla celebre rivista Forbes come Uomo più ricco d'America. Da allora è sempre stato presente nella classifica annuale dei miliardari del mondo stilata dalla rivista.
È morto il 7 settembre 2010 nella sua villa a Charlottesville pochi giorni prima del suo 96º compleanno.